# Ramen (Hoorn)
De Ramen is een straat in de binnenstad van de Noord-Hollandse stad Hoorn. De straat loopt van het kruispunt met de Kruisstraat en de Nieuwsteeg naar de Breed. De straat ligt achter de Nieuwe Noord, welke achter de Grote Noord ligt en loopt vrijwel evenwijdig aan deze beide straten. De Kruisstraat ligt in het verlengde van de Ramen.

## Geschiedenis
De huidige straat ontstond als sloot tussen het Grote Noord, Turfhaven, de Gouw en de Nieuwsteeg. Aan deze sloot, de Ramensloot, lag braakliggend terrein waar lakens gewassen en te drogen gehangen werden in zogenaamde ramen. Deze sloot werd voor het eerst op de kaart van Hoorn door Jacob van Deventer ingetekend. In 1579 werd de sloot verdiept en verbreed, om nog geen 20 jaar later in 1596 al gedempt te worden. Na het dempen werd de straat een van de duurste woonstraten van de stad, maar er werden ook meerdere schuilkerken gebouwd.
In 1897 werd een herdenkingsnaald voor voormalig burgemeester Van Dedem geplaatst in het plantsoen dat toen het midden van de straat vulde. Later zou dit plantsoen ook het Van Dedemplantsoen gaan heten. In de jaren 30 van de 20e eeuw werd de naald naar het Noorderplantsoen verplaatst, alwaar deze tot op heden staat.

## Schuilkerken
Aan de Ramen waren verschillende schuilkerken gevestigd, van drie van hen zijn de plaatsen met zekerheid bekend. Twee van deze plekken zijn nog als kerk herkenbaar en een daarvan, de huidige Lutherse kerk, is nog als kerk in gebruik. Aan de oostzijde van de straat liggen twee stegen: als eerste, naast de Lutherse kerk, de Tempelsteeg. Hier bevond zich vroeger de Lutherse schuilkerk. De volgende steeg is de Armeniaanse Glop, alwaar ook een schuilkerk is geweest.
Aan de westzijde, naast het voormalige weeshuis gingen de Contra-remonstranten naar de kerk. Van de Collegianten is de plaats van samenkomst niet bekend.

## Verloop
De Ramen begint bij het kruispunt met de Nieuwsteeg en ligt daar in het verlengde van de Kruisstraat. Vanaf daar verloopt de straat naar het noordwesten en heeft aan de westzijde tussen de nummers 23 en 25 een kruising met de Duinsteeg. 

## Monumenten
Aan de straat bevinden zich meerdere rijksmonumenten en een aantal gemeentelijke monumenten. Tenzij anders vermeld gaat het om rijksmonumenten, het gaat om de volgende panden:
Even nummers:

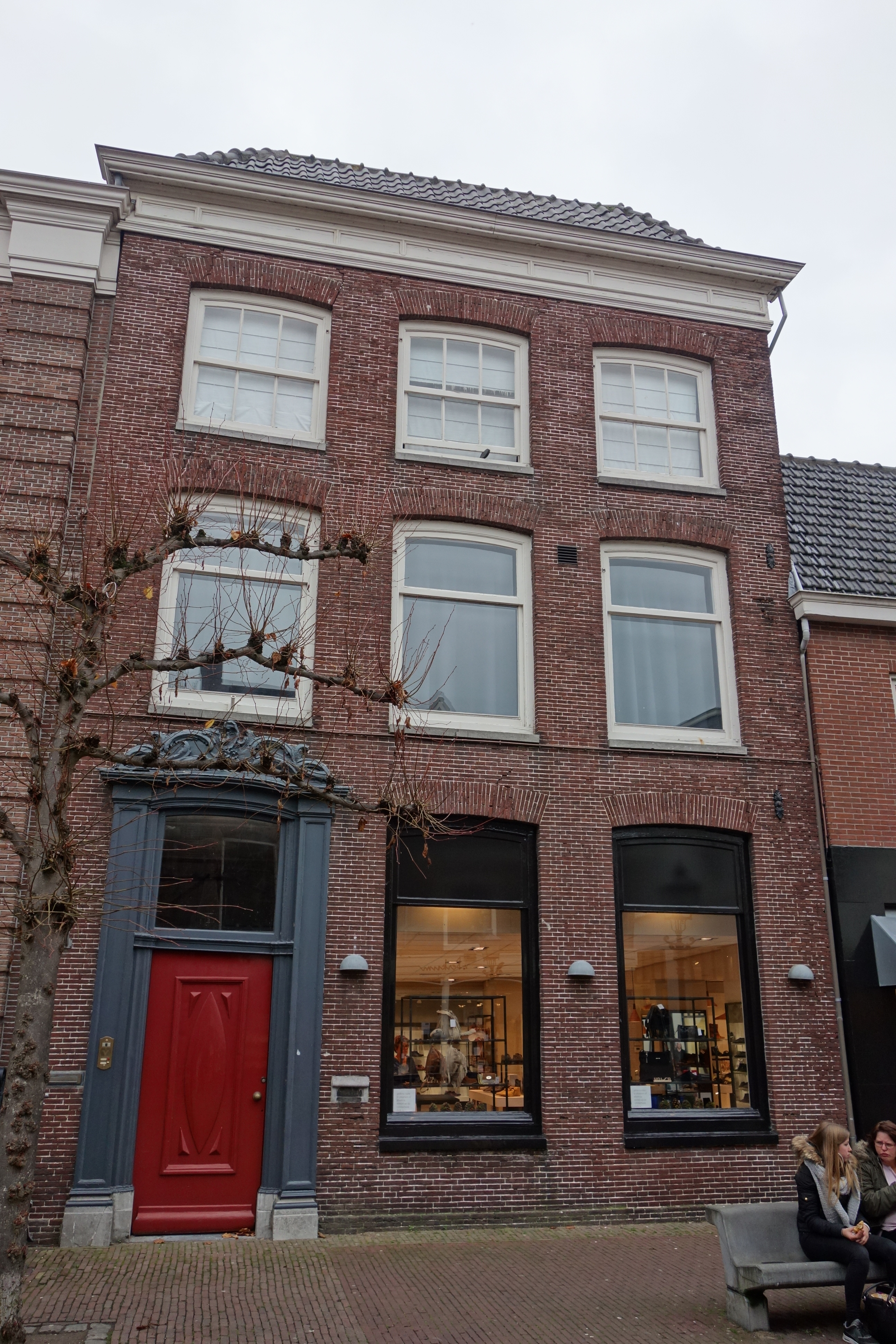
Voormalige pastorie van naastgelegen Lutherse kerk, Ramen 2
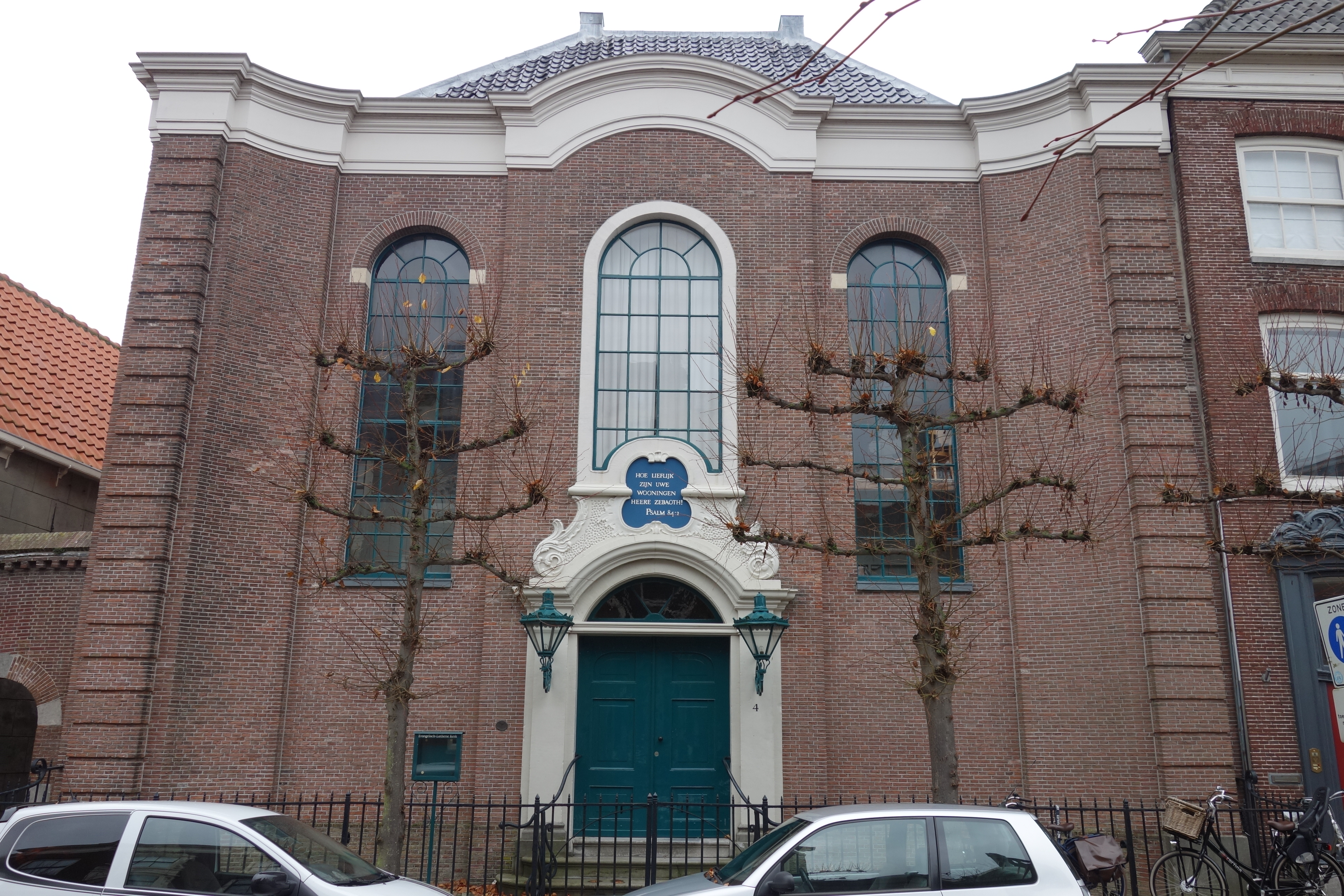
Lutherse kerk, Ramen 4
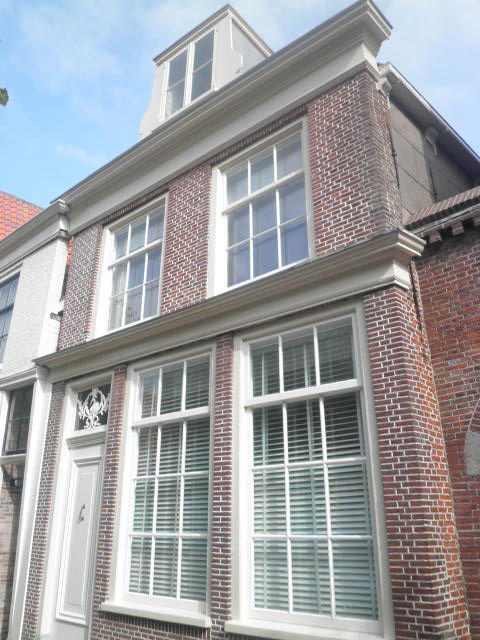
Voormalige kosterij van de Lutherse kerk
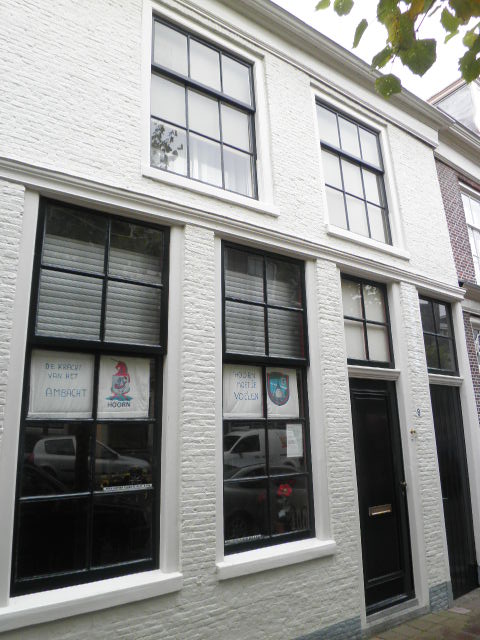
Ramen 8
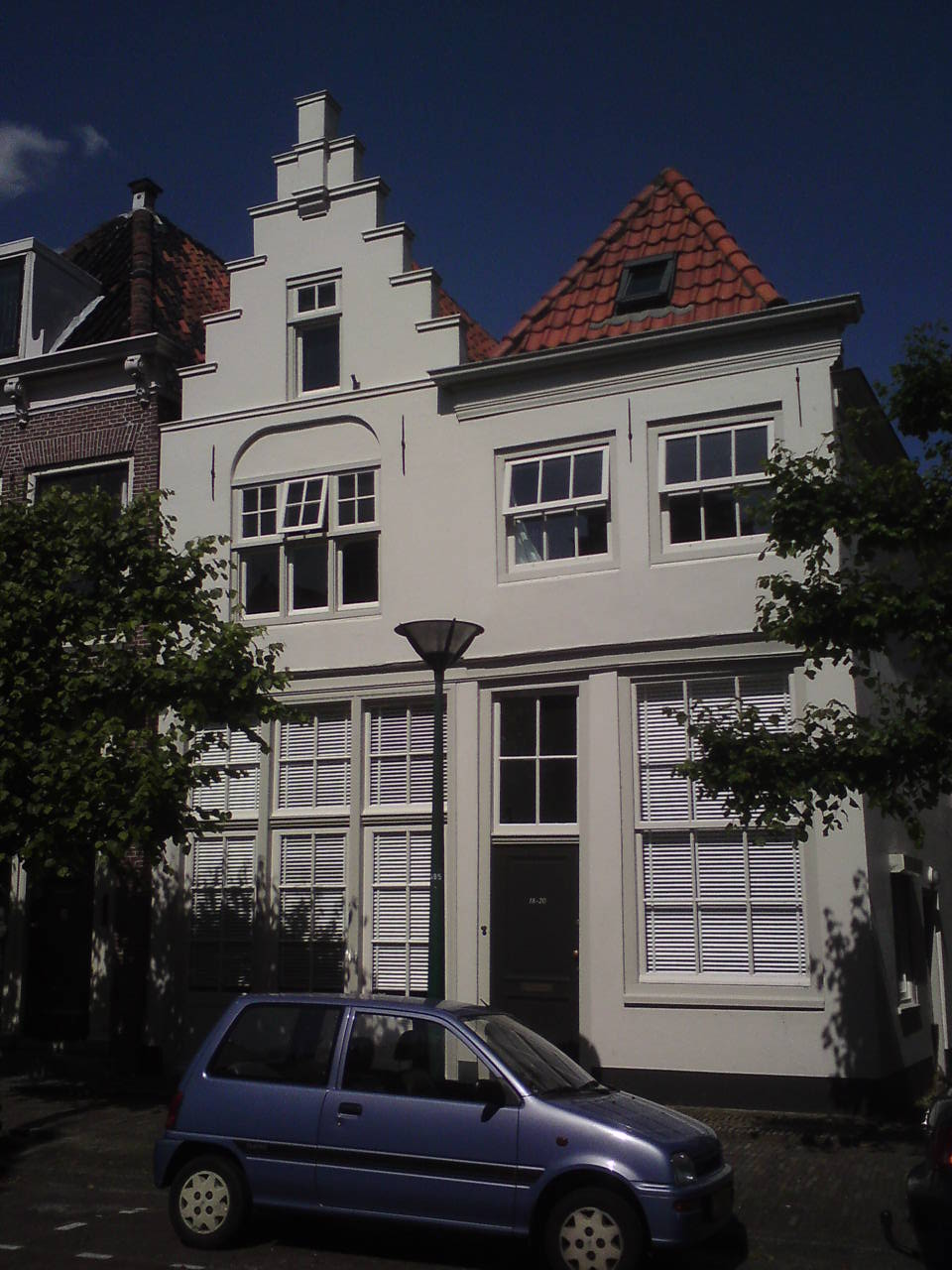
Ramen 18 en 20
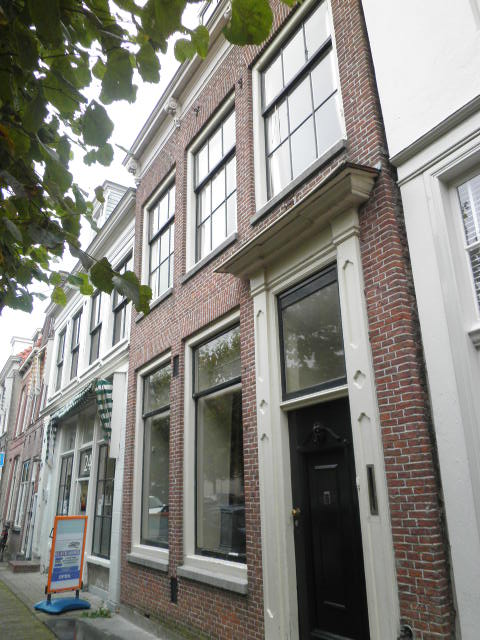
Ramen 22
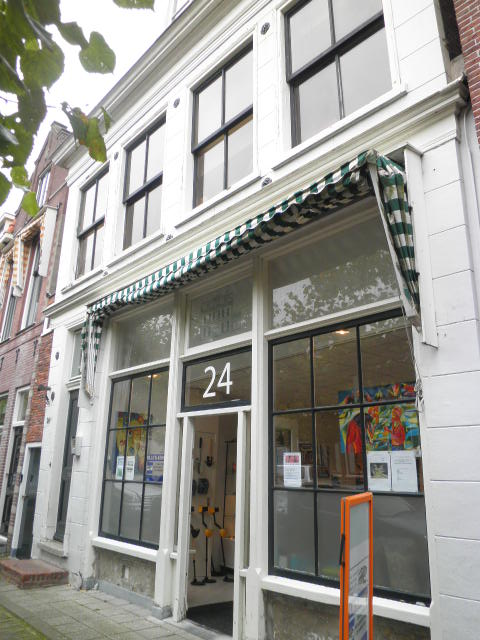
Ramen 24
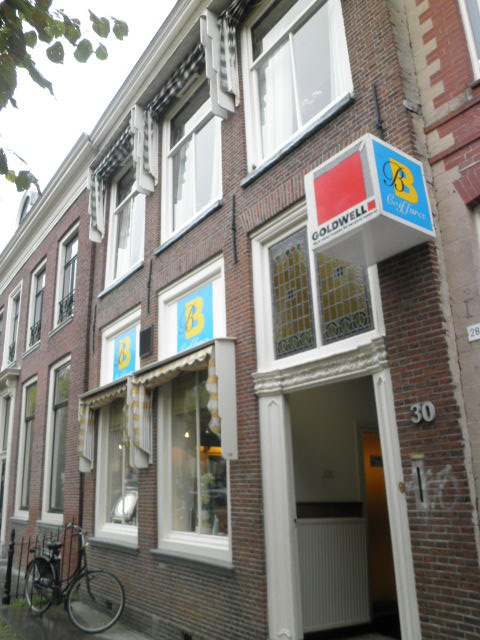
Ramen 30
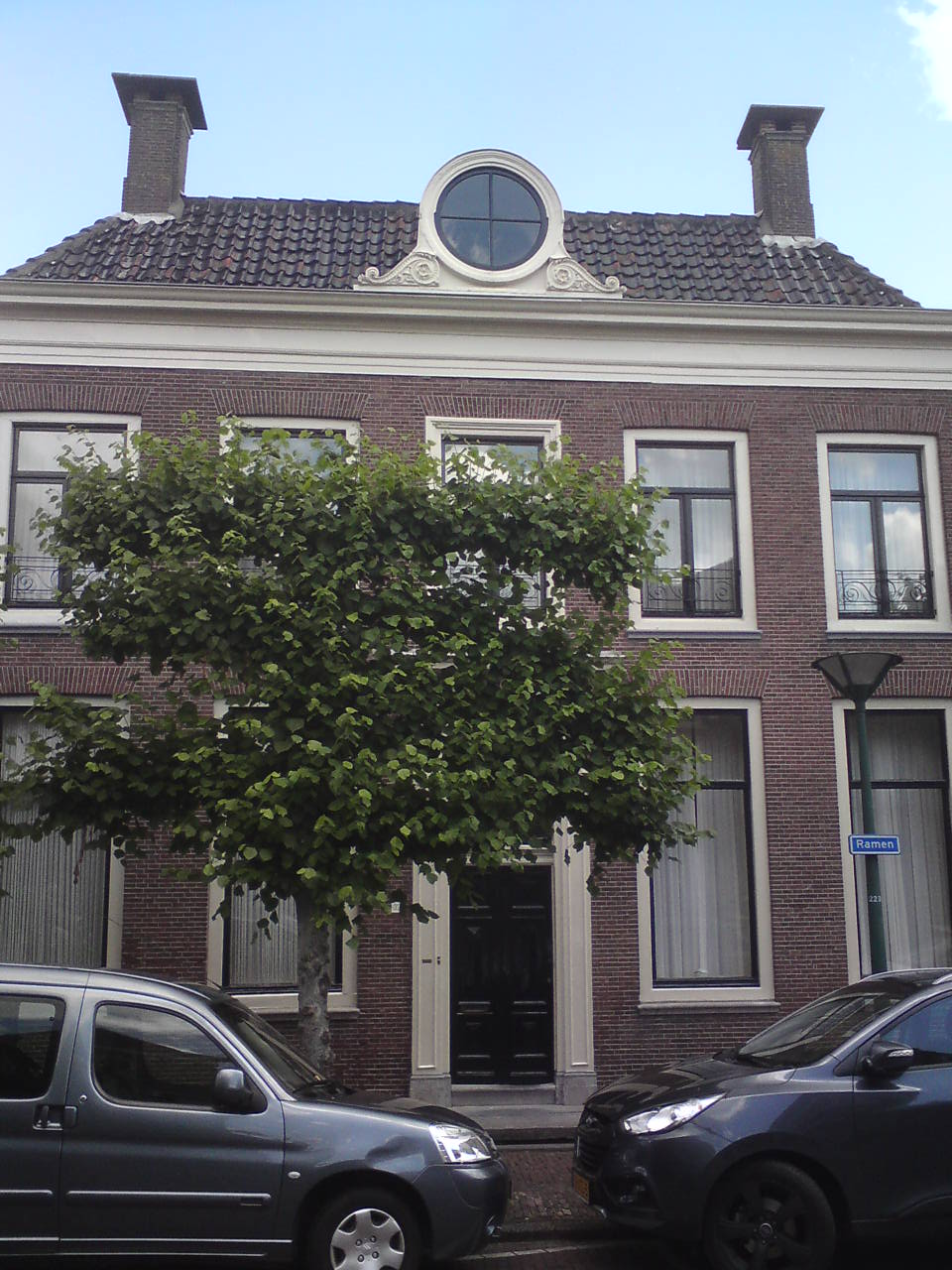
Ramen 32
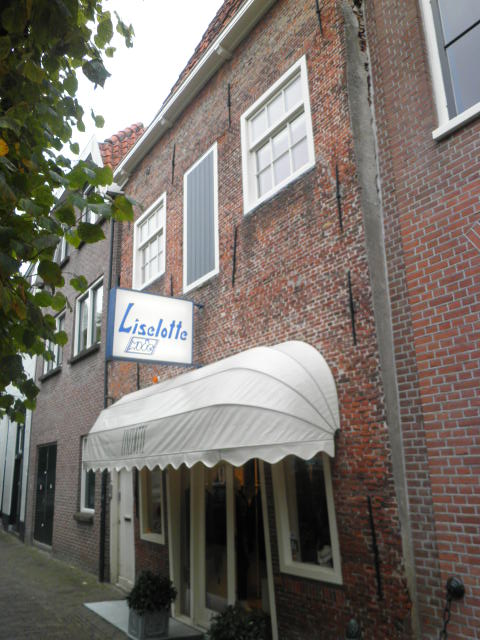
Ramen 36

Oneven nummers:

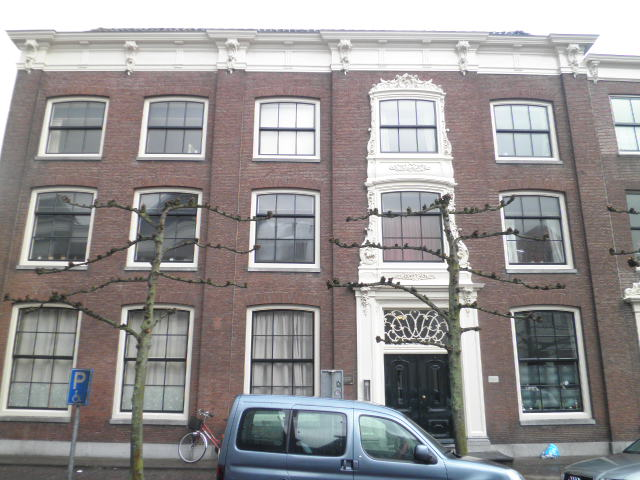
Ramen 1, voormalig weeshuis
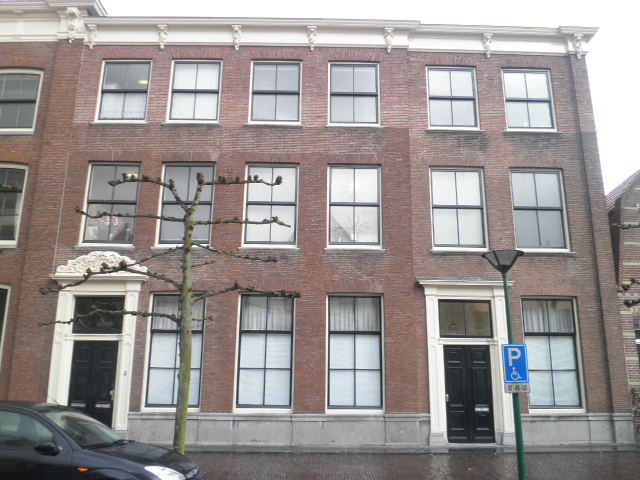
Ramen 3
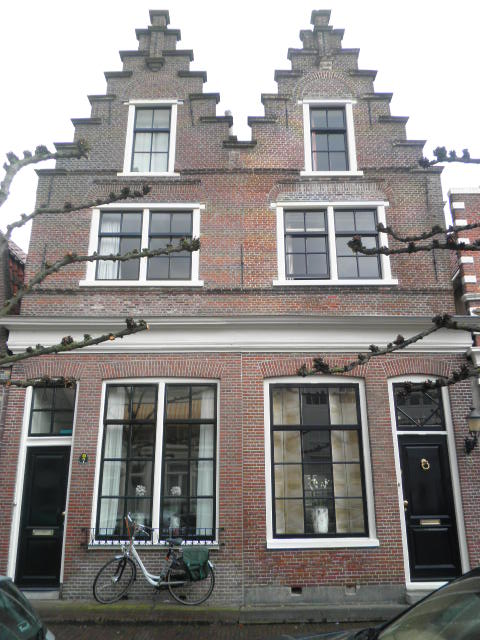
Ramen 7 en 9
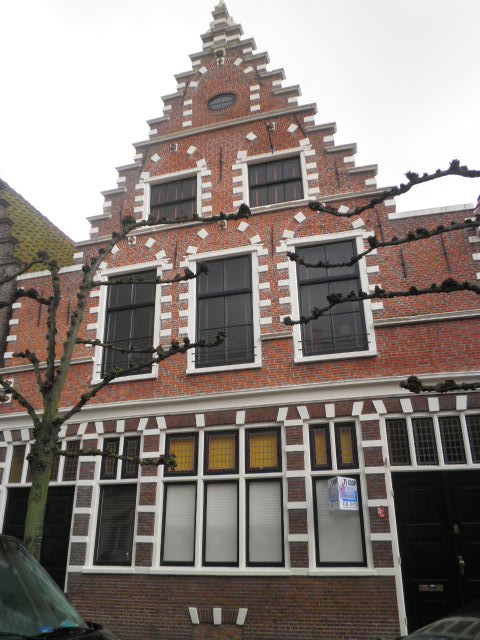
Ramen 11
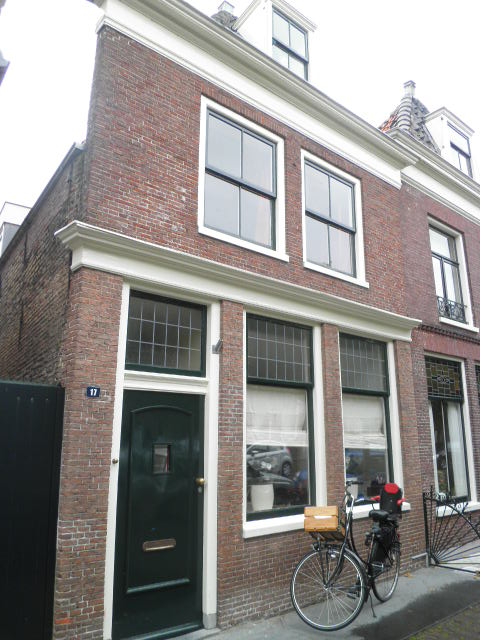
Ramen 17
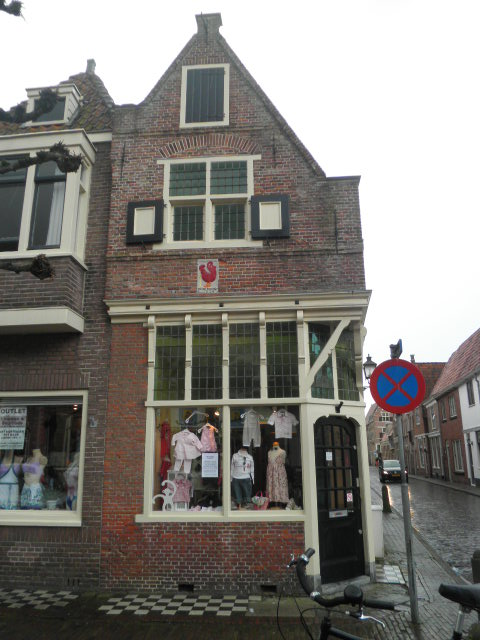
Ramen 23
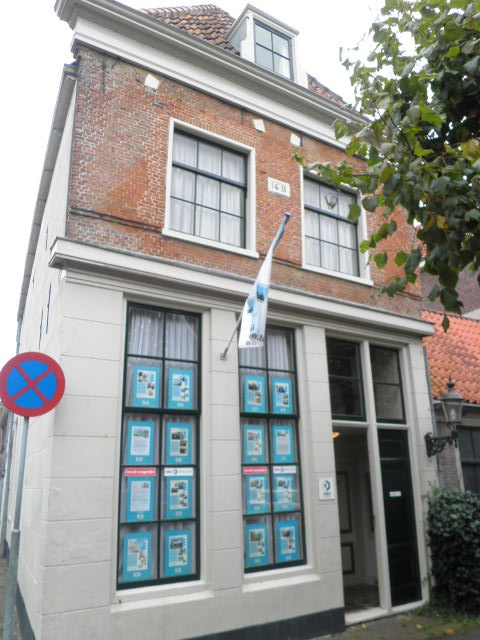
Ramen 25
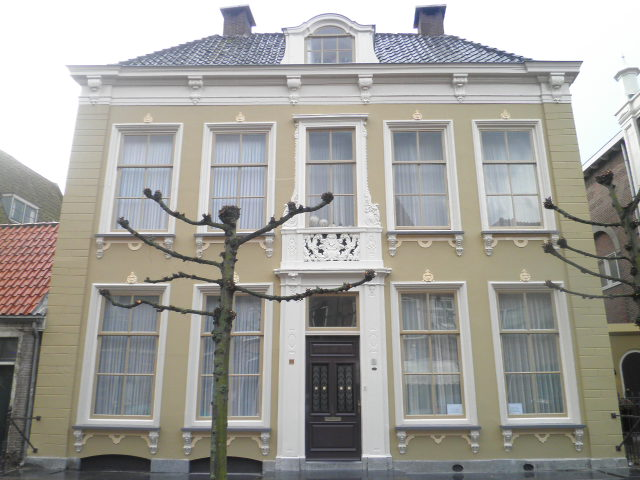
Voormalige Doopsgezinde Pastorie
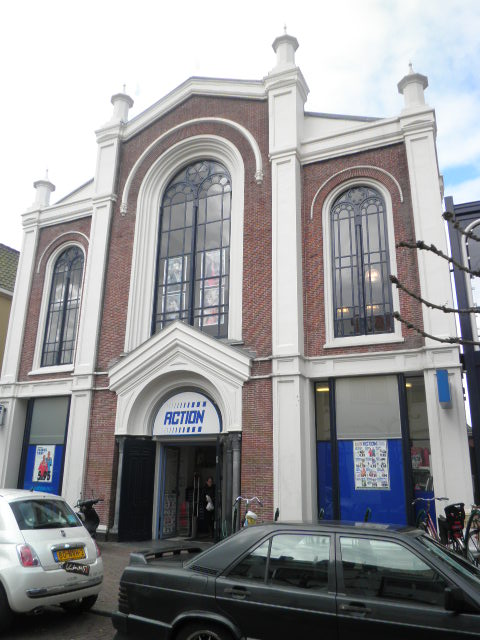
Voormalige Doopsgezinde kerk, gemeentelijk monument
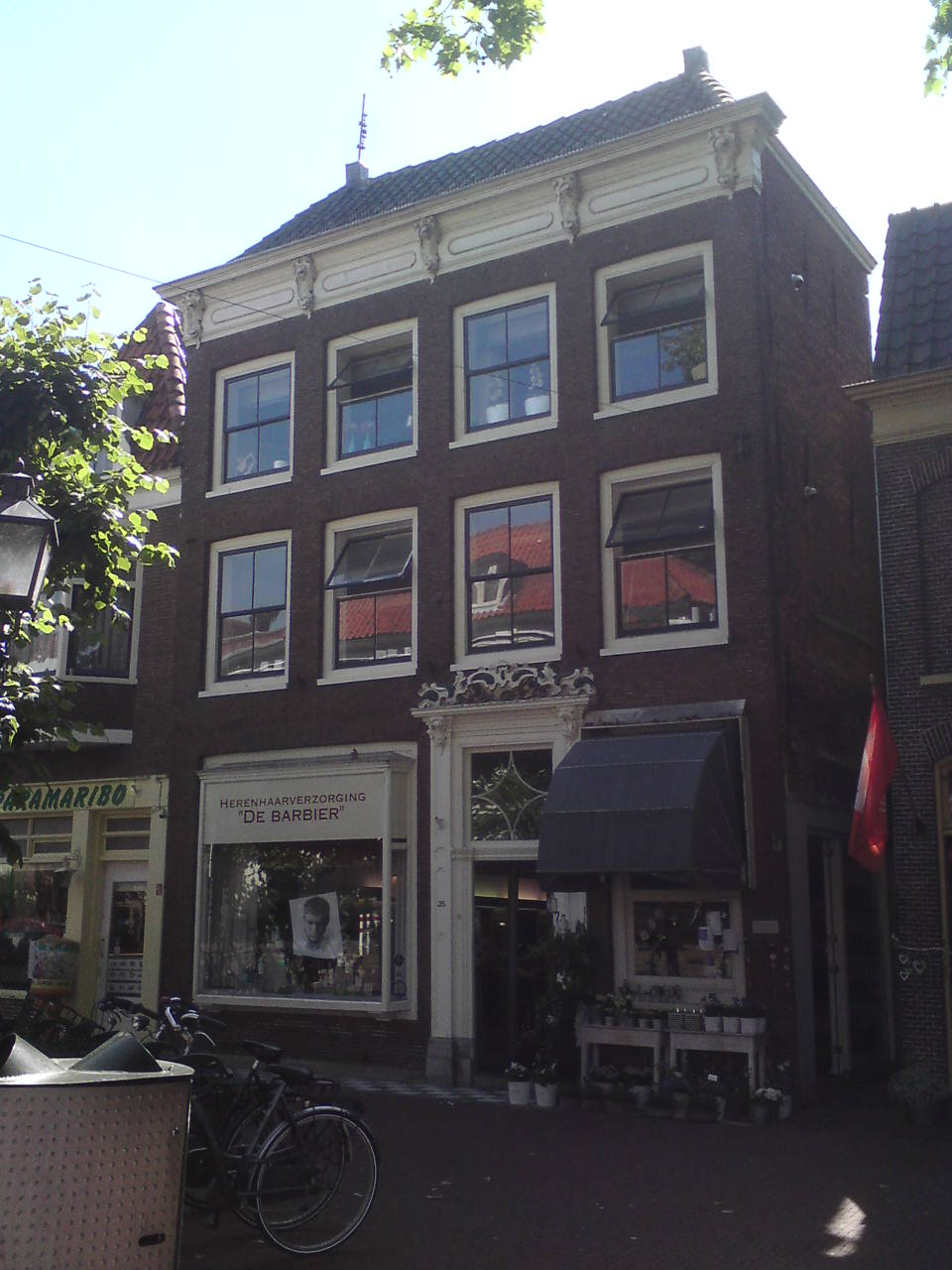
Ramen 35
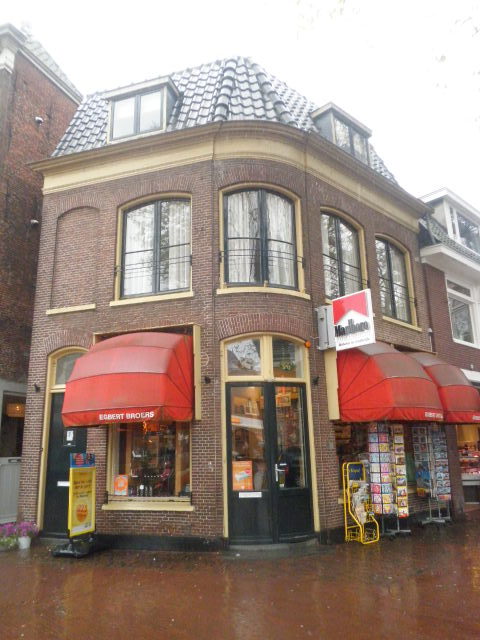
Ramen 37, gemeentelijke monument

Straten: ABC
· Achter de Vest
· Achter op 't Zand
· Achterom
· Achterstraat
· Appelhaven
· Baanstraat
· Bierkade
· Binnenluiendijk
· Breed
· Breestraat
· Buurtje
· Dal
· Draafsingel
· Dubbele Buurt
· G.J. Henninkstraat
· Gasfabriekstraat
· Gedempte Appelhaven
· Gedempte Turfhaven
· Gerritsland
· Gouw
· Grashaven
· Gravenstraat
· Grote Noord
· Grote Oost
· Hoge Vest
· Jeudje
· Italiaanse Zeedijk
· Keern (gedeeltelijk)
· Kerkstraat
· Kleine Noord
· Kleine Oost
· Koepoortsweg (gedeeltelijk)
· Korenmarkt
· Korte Achterstraat
· Kruisstraat
· Kuil
· Lange Kerkstraat
· Lindestraat
· Munnickenveld
· Muntstraat
· Nieuwe Noord
· Nieuwendam
· Nieuwland
· Nieuwstraat
· Noorderstraat
· Onder de Boompjes
· Oude Doelenkade
· Pakhuisstraat
· Peperstraat
· Ramen
· Scharloo
· Schuijteskade
· Slapershaven
· Spoorstraat
· Trommelstraat
· Turfhaven
· Veemarkt
· Veermanskade
· Venidse
· Vijzelstraat
· Vismarkt
· Visserseiland
· Vollerswaal
· West
· Westerdijk
· Wisselstraat
· Zon

Pleinen: De Driestal
· Kazerneplein
· Kerkplein
· Koepoortsplein
· Noorderveemarkt
· Roode Steen
· Vale Hen

Stegen: 't Glop
· Appelsteeg
· Arminiaanse Glop
· Bagijnensteeg
· Bottelsteeg
· Bottersteeg
· Broeksteeg
· Brouwerijsteeg
· Clara's Klooster
· De Zak
· Duinsteeg
· Foreestensteeg
· Geldersesteeg
· Gortsteeg
· Hanekamsteeg
· Hemelsteeg
· Hoogesteeg
· Jan Haringsteeg
· Jan van Necksteeg
· Jeroenensteeg
· Kleine Havensteeg
· Kloppoort
· Knipboogsteeg
· Mallegomsteeg
· Melknapsteeg
· Molsteeg
· Mosterdsteeg
· Nieuwsteeg
· Oosterkerksteeg
· Paardensteeg
· Paradijssteeg
· Pieterseliesteeg
· Pompsteeg
· Proostensteeg
· Schellinkhoutersteeg
· Schoolsteeg
· Schotland
· Sliep Schaar en Messteeg
· Slijksteeg
· Smelterssteeg
· Tempelsteeg
· Turfsteeg
· Watertje
· Wester St. Jansteeg
· Wijdebrugsteeg
· Wijdesteeg
· Zevenhoeksesteeg
· Zoutkeetsteeg